# Aeroportul Livingston County Spencer J. Hardy
Aeroportul Livingston County Spencer J. Hardy (IATA: OZW, ICAO: KOZW, FAA LID: OZW) este un aeroport din Howell, Michigan, Comitatul Livingston, Michigan, Michigan, Statele Unite ale Americii. Aeroportul a fost tranzitat în 2019 de 8 pasageri.
Situat la o altitudine de 293 m, aeroportul dispune de 1 pistă.

## Infrastructură

### Piste
Aeroportul dispune de o singură pistă. Pista 13/31 are suprafața de beton și dimensiunile 5.002 picioare × 100 picioare. 